# Jaap Spruijt
Jaap Spruijt (Veenendaal, 20 januari 1921 - Vancouver (Canada), 16 februari 2017) was een Nederlandse verzetsstrijder in de Tweede Wereldoorlog. Hij gaf leiding aan de Veenendaalse afdeling van de Landelijke Organisatie voor Hulp aan Onderduikers (LO).

## Levensloop
Spruijt groeide op in Veenendaal. Zijn vader was de oprichter van de Veensche Bank. Tijdens de Tweede Wereldoorlog raakte Spruijt betrokken bij het verzet. Aanvankelijk handelde hij op eigen houtje, in 1942 zocht hij toenadering tot de verzetsman Ad van Schuppen. In december 1942 werd in Veenendaal een lokale afdeling van de Landelijke Organisatie voor Hulp aan Onderduikers opgericht. Spruijt vormde daar samen met Van Schuppen, Ab van 't Riet en Dirk van Beek de kern van. De groep bestond voornamelijk uit leden van de Gereformeerde Brugkerk in Veenendaal. Na een paar maanden volgde Spruijt Van Schuppen, die gearresteerd was, op als districtsleider. Aanvankelijk werkte Veenendaal samen met de LO-afdeling in Ede, later viel het onder Veenendaal. De organisatie was gedurende verantwoordelijk voor de verzorging van een groot aantal onderduikers, waaronder vijftig tot honderd joodse onderduikers.
Ook was Spruijt lid  van een knokploeg van Dirk van der Voort. Deze knokploeg zat onder andere achter de overval op de Schoonhovense Courant op 14 april 1944, waarbij de drukker werd gedwongen vooraf geschreven verzetsartikelen in de krant te plaatsen. Een overval op het Veenendaalse arbeidsbureau mislukte volledig. Ook werden er overvallen gepleegd op distributiekantoren in Rhenen, Scherpenzeel, Renswoude, Jutphaas en transporten nabij Terschuur en Amerongen. Spruijt nam aan verschillende van deze overvallen deel, waaronder die op de Schoonhovense Courant. Daarnaast was hij betrokken bij een pilotenlijn, via welke neergestorte geallieerde piloten naar het veilige Zwitserland weren gesmokkeld.
De Duitsers gaven zich officieel over op 5 mei 1945. In Veenendaal bleef een groep Nederlandse SS'ers controle uitoefenen. Spruijt probeerde de Britten in Lunteren over te halen om troepen naar Veenendaal te sturen. Pas op 9 mei werd er vanuit Ede een patrouille gestuurd. Veenendaal werd bevrijd, maar wel pas nadat drie leden van de Binnenlandse Strijdkrachten in een vuurgevecht het leven verloren.
Na de oorlog verhuisde Spruijt naar Amsterdam, waar hij werkte voor de Amsterdamsche Bank, waar de Veensche Bank in op was gegaan. Hij was teleurgesteld over het Nederland van na de oorlog en besloot in 1951 naar Canada te emigreren. De verwachte vernieuwing was uitgebleven en de kameraadschap uit de oorlog was verdwenen. In Canada werkte hij als het hoofd de interne dienst van een groot ziekenhuis. Hij bleef contact houden met zijn landgenoten en keerde verschillende keren na Nederland terug. Zo legde hij op 4 mei 1995 een krans bij de dodenherdenking in Nederland. In 1985 leverde hij een uitgebreide bijdrage aan het boek Dorp in het duister: Veenendaal 1940-1945. In januari 2023 besloot de gemeente Veenendaal om in de nieuwbouwwijk Veenendaal-Oost een straat naar hem te vernoemen.

## Persoonlijk
Spruijt kreeg met zijn eerste vrouw zes kinderen. Na haar overlijden hertrouwde hij met een Friezin, met wie hij 32 jaar getrouwd was. Van de Nederlandse regering ontving Spruijt het Verzetsherdenkingskruis.